# Paulkopfswarte

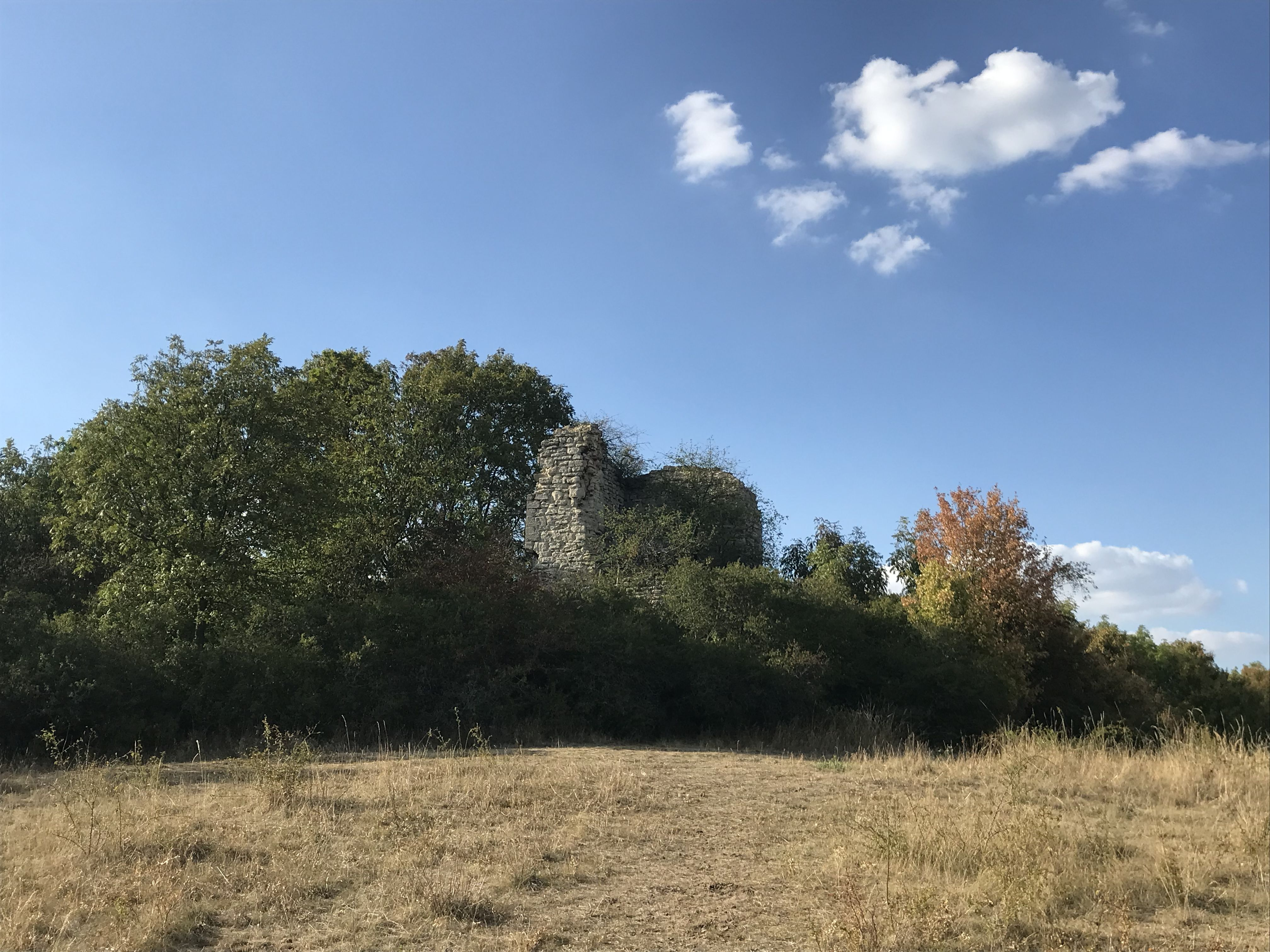
Paulskopfwarte

Die Paulkopfswarte ist ein ehemaliger Wachturm am Ostrand des Huy bei Dingelstedt am Huy im Landkreis Harz. Der quadratische Turm aus Muschelkalk war ursprünglich etwa 12 m hoch und hatte eine Grundfläche von 6 × 6 Metern. Er liegt auf ca. 260 Metern Höhe über NN. Inzwischen ist der Turm eingestürzt und die Ruine nicht mehr zugänglich.
Errichtet wurde er Mitte des 15. Jahrhunderts vom Hochstift Halberstadt zum Schutz der Huysburg. Gemeinsam mit dem Drohneturm bei Osterwieck, dem Bimmelturm in Dardesheim, der Heiketalwarte, der Sargstedter Warte und dem Martinikirchturm gehörte die Paulkopfswarte zu einer Kette von Warttürmen der Stadt Halberstadt und des Bistums Halberstadt. Mit Hilfe von Rauch- und Feuersignalen sollte vor drohenden Gefahren gewarnt werden.